# Jayme Campos

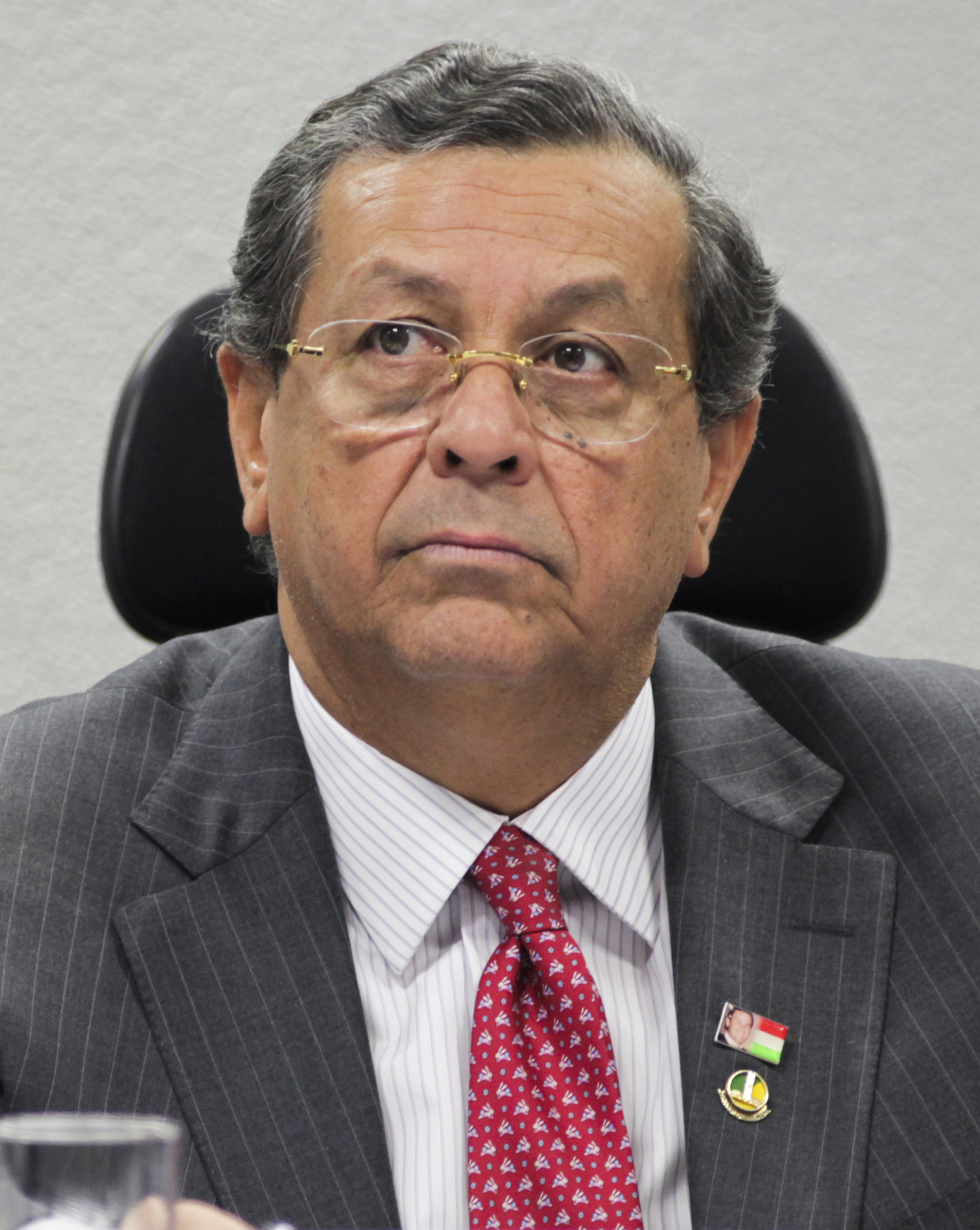
jayme verissimo de campos es un político brasileño afilado al pfl

Jayme Veríssimo de Campos (Várzea Grande, Mato Grosso, 13 de septiembre de 1951) es un político brasileño afiliado al PFL.
Ha ocupado diversos cargos en su estado natal, a saber, alcalde de Várzea Grande durante dos periodos (1983-1988 y 1997-2004) y gobernador del estado de Mato Grosso desde 1991 a 1995. En las elecciones legislativas del 2006 se convirtió en miembro del Senado Federal, al ser el candidato más votado de su estado con el 61,16% de los votos. Se presentó bajo la misma coalición que apoyó al gobernador Blairo Maggi, Mato Grosso Unido y Justo, compuesta por los siguientes partidos: PPS, PP, PTB, PMDB, PTN, PL, PPS , PFL, PAN, PRTB, PMN, PTC, PSB y PV.
| Predecesor: Edison Freitas | Gobernador del estado de Mato Grosso 1991 - 1995 | Sucesor: Dante de Oliveira |

- Datos: Q578197
- Multimedia: Jayme Campos / Q578197